# Вим
Вим (рос. Вымь, комі Ем, Емва; Ємва, Юлва) — річка на півночі європейської частини Росії, права притока Вичегди.

## Загальні відомості
Довжина річки — 499 км, площа басейну — 25 600 км². Пересічний показник річної витрати води — 196 м²/сек.
Ширина річки — до 100 м. Глибина води в межень — 1-1,5 м, на перекатах — до 0,2 м. Швидкоплинність течії подеколи перевищує  1 м/сек. В середній течії Вим прибирає рис напівгірського потоку. 
У пониззі долина Виму розширюється до 2-3 км; схили річки — пологі, здебільшого заліснені. Заплава, переважно, вузька, однобічна. Русло — піщано-галечне, до 200-300 м завширшки і до 5-3 м завглибшки.
Русло — незвивисте. Піщано-галечне дно подеколи кам'янисте, зустрічаються пороги. 
Живлення Виму — змішане, з переважанням снігового. 
Річка замерзає зазвичай наприкінці жовтня — на початку листопада, процес замерзання триває 10-15 діб. Скресає річка наприкінці квітня — на початку травня; зазвичай скресання криги супроводжується інтенсивним підняттям рівня води, нерідко криговими заторами. Пересічна тривалість льодоходу — 6 діб; за період повноводдя річкою проходить 55-65% річного стоку.
Під час дощових злив нерідкими є паводки, під час яких рівень води може здійнятися у Виму на 4,5-5,5 м.
Основні притоки: Вориква, Єдва, Пожег, Чуб (праві); Коін, Весляна (ліві).
В басейні Виму розташоване Сіндорське озеро, друге за величиною площі у Комі республіці.

## Географія протікання
Адміністративно Вим протікає територією Княжпогостського і Усть-Вимського районів Республіки Комі.
Річка бере початок на південних схилах Тіманського кряжа біля хребта Пок'юїз.
У Вичегду впадає на 298-му кілометрі від її гирла поблизу селища Усть-Вим. 
У верхів'ї Вим сильно звивиста. Має нешироку долину з пологими залісненими схилами. 
У середній течії річка тече вузькою долиною з залісненими схилами до 75-80 м заввишки. 

## Історія і використання
Віддавна Вим правив за торговельний річковий шлях (через Урал), що пов'язував Північну Європу з Північною Азією.
Басейн Виму — відносно слабко заселений, етнічна територія комі-зирян. 
Саме у басейні Виму розпочав свою місіонерську і просвітницьку діяльність св. Стефан Пермський, звідси християнство поширилось на решту Комі земель. 
Вим є судноплавною навесні до селища Бож'юдор впродовж 30-25 діб. 
До міста Ємви (розташоване на відстані 65 км від гирла) здійснюється сплав деревини.
Вим — річка заповідна. У її водах водяться сьомга, нельма, сиг, стерлядь, харіус, лящ, в'язь та інші породи риб. Вилов цінних порід риб у Виму та його притоках заборонено. Вздовж берегів установлено водоохоронну лісову зону 3 км завширшки; вздовж берегів основних приток — 1 км завширшки.

## Джерело
- Авдеев А.С. Сплавные реки Коми АССР., Сыктывкар, 1964 (рос.)